# Popiół lotny (powieść)
Popiół lotny (niem. Flugasche) – powieść niemieckiej pisarki Moniki Maron. Bazuje na doświadczeniach autorki jako reporterki przemysłowej w komendzie chemicznej w NRD, jej konfrontacjach z cenzurą, nadzorem i zanieczyszczeniem środowiska. Flugasche była pierwszą książką o środowisku w NRD, w której otwarcie zostali napiętnowani sprawcy zanieczyszczeń. Ze względu na krytykujące treści książka Maron nie mogła ukazać się w NRD. Powieść ukazała się w 1981 roku w zachodnioniemieckim wydawnictwie S. Fischer.

## Akcja
Popiół lotny (niem. Flugasche) opowiada historię niemieckiej dziennikarki i samotnie wychowującej matki Josefy Nadler. Jest to reportaż o działaniu silnie szkodliwej dla zdrowia elektrowni opalanej węglem brunatnym w mieście "B" (czyli Bitterfeld). Narratorka relacjonuje, jak jej reportaż padł ofiarą cenzury: rząd chce wprawdzie zbudować nową elektrownię, ale stara również pozostanie w eksploatacji. Nadler pod presją cenzuruje swoje buntownicze nastawienie.
Powieść dotyczy problemu ochrony środowiska oraz warunków politycznych i gospodarczych panujących w NRD. Ponadto Maron zarzuca obywatelom NRD tchórzostwo: "Ludzie przyzwyczaili się do tego, ale nie można wszystkiego naraz, potrzeby historyczne i tak dalej" ten zarzut podkreśla autorka w wielu wywiadach, esejach i programach telewizyjnych. W książce zostało również omówione szpiegowanie i monitorowanie dokonane przez Ministerstwo Bezpieczeństwa Państwowego. Powieść kończy się zamknięciem elektrowni opalanej węglem brunatnym. Przyszła kariera dziennikarza pozostaje niepewna.

## Tło historyczne
Powieść posiada ślady autobiograficzne: Monika Maron była aż do roku 1976 reporterem tygodnika Wochenpost i opublikowała w nim w dniu 21 czerwca 1974 roku sprawozdanie z Bitterfeld. W przeciwieństwie do książki, nie była to wersja całkowicie ocenzurowana, ale w książce dokonano wielu zmian. Doświadczenie, które zdobyła poprzez próbę upublicznienia tego reportażu, również zawarła w swojej książce. 
Książka ukazała się jako powieść z kluczem: „Wtajemniczony [może] rozpoznać wielu współpracowników w przedstawionych postaciach, gdyż niektóre procesy były mu znane”.
Maron wyraża się często w wywiadach, esejach i książkach przeciwko reżimowi w NRD. Dlatego też była w pewien sposób chroniona ze względu na jej stopień pokrewieństwa: jej ojczym Karl Maron zmarł w 1975 roku, który aż do 1963 roku pełnił funkcję ministra spraw wewnętrznych oraz był jednym z cenionych osób w kierownictwie partyjnym. Związek Maron z SPJN Socjalistyczną Partią Jedności Niemiec był ambiwalentny. Choć książka została uznana na Zachodzie Niemiec jako model krytycznej literatury w NRD, była częściowo sprawdzona przez dowódcę Stasi. Okazało się również w 1995 roku, że w okresie od października 1976 do maja 1978 roku pracowała pod kryptonimem „Mitsu” jako nieoficjalny współpracownik dla Stasi.
W NRD książka nie została opublikowana. W uzasadnieniu wiceministrer kultury stwierdził, że Maron zajmowała się „oczernianiem”. W 1988 autorka przeniosła się do Niemiec Zachodnich, ponieważ nie mogła już publikować swoich utworów w NRD. Dokładne okoliczności powstania powieści Popiół lotny (Flugasche) opisane zostały przez Monikę Maron w 2007 roku w artykule dla Renatus Deckert: Das erste Buch. Schriftsteller über ihr literarisches Debüt.

## Literatura
- Monika Maron: Flugasche. Roman. Fischer Verlag, Frankfurt am Main 1981.
- Manuel Cuadra: Bitterfeld. Braunkohlebrachen. Probleme, Chancen, Visionen. München: Prestel Verlag 1998.
- Josef Hille, Ralf Ruske, Roland W. Scholz, Fred Walkow (Hrsg.): Bitterfeld. Modellhafte ökologische Bestandsaufnahme einer kontaminierten Industrieregion. Beiträge der 1. Bitterfelder Umweltkonferenz. Erich Schmidt Verlag, Berlin 1992.
- Elke Gilson (Hrsg.): „Doch das Paradies ist verriegelt …“. Zum Werk von Monika Maron. Fischer Verlag, Frankfurt am Main 2006.
- Monika Maron: Bitterfelder Bogen. Ein Bericht. Frankfurt am Main: Fischer Verlag 2009.